# Б-153
Б-153, Б-854 — подводная лодка проекта 641, заводской номер — 790.

## История строительства
06.08.60 заложена на ССЗ № 196 «Судомех» в г. Ленинграде как большая ПЛ. 09.08.60 зачислена в списки кораблей ВМФ. Спущена на воду 31.01.61, 05.61 по внутренним водным путям переведена из Ленинграда в Северодвинск для прохождения сдаточных испытаний, временно вошла в состав 339 обрстремпл БелВМБ. Вступила в строй 30.09.61, 13.10.61 вошла в состав 211 брпл 4 Эскпл СФ (Екатерининская гавань).

## История службы
11.05.62 – прибыла в Полярный. 18.06.62 – 30.07.62 – на СРЗ-35 (п. Роста) прошла ремонт. 1962 – вошла в состав 161 брпл 4 Эскпл СФ (Екатерининская гавань). 1965 – выполнила БС в Средиземном море. 1967 — выполнила БС в Средиземном море, был случай выхода из строя НГР. 1968 – вошла в состав 69 брпл 4 Эскпл СФ (Екатерининская гавань). 1981 — выполнила БС в Норвежском море. 27.08.82 – 03.11.83 на КМОЛЗ (г. Кронштадт) — прошла капитальный ремонт, временно входила в состав 10 днремпл 25 брпл 4 диук ЛенВМБ. 1986—1987 — совершила автономное плавание на боевой службе в Средиземном море с заходом на ремонт в п.Тартус (Сирия). 03.89—04.89 — выполнила межфлотский переход на ремонт в п. Тиват (Югославия), в ходе которого 02.04.89 в Бискайском заливе произошел пожар, погиб 1 человек. 19.06.91 вошла в состав 153 брпл 14 дпл ЧФ (г. Севастополь). 03.07.92 — исключена из состава ВМФ в связи со сдачей в ОФИ для демонтажа и реализации. 01.12.92 — расформирован экипаж, впоследствии на Севастопольской базе «Главвторчермета» в п. Инкерман разделана на металл.

## Командиры
1.  Чернышов В. (1961 – 1967);
2.  Тимошенков В.Я. (1967 – 1969);
3.  Кузнецов Н.М. (1969 – 1972);
4.  Григорьев В.И. (1971 – 1972);
5.  Никулин Ю.А. (1972 – 1976);
6.  Шестаков В.Е. (1976 – 1982);
7.  Пуртов М.Л. (1982 – 1 985);
8.  Семенов В.А. (1985 – 1988);
9.  Мамаев М. (1989 – 1991);
10. Иванов С.В. (1991 – 1992);
11. Шалыгин А.Г. (1992).